# 나팔벌레
나팔벌레(喇叭-)는 이모충류를 대표하는 여과섭식 및 종속영양성 섬모충류 원생생물이다. 몸은 원뿔형 또는 나팔 모양으로 몸길이는 1~2mm이다. 몸빛은 종류에 따라 무색·갈색·담홍색·청색·녹색·붉은색을 띤다. 몸의 앞쪽에는 넓은 입부분이 있고 그 가장자리에 섬모가 입 부분을 반시계 방향의 나선형으로 둘러싸고 있으며, 중앙에 소화관이 아래쪽으로 연결되어 있다. 입 부분을 제외한 몸 전면에는 짧은 섬모가 빽빽이 나 있다. 대핵은 작은 타원 모양으로 6~9개 정도가 염주 모양으로 늘어서 있고, 소핵은 여러 개가 대핵 주위를 둘러싸며 흩어져 있다. 몸은 수축성이 있으며, 몸 표면에는 섬모가 있고 다른 물질에 부착하기도 한다.
더러운 만의 갇힌 물에 서식하며 헤엄치면서 미생물을 잡아먹고 산다.

## 분류체계
20종 이상이 속해 있다. 나팔벌레속의 학명은 1815년 독일의 생물학자 로렌츠 오켄(Lorenz Oken. 1779–1851)이 명명한 것이다.
나팔벌레속의 모식종은 Stentor muelleri Ehrenberg, 1831이다. 근래의 분자 분석에 따르면, 나팔벌레속은 단계통이며, 눈썹섬모충(Blepharisma)과 근연인 것으로 보인다.

### 하위 종
- Stentor amethystinus
- Stentor araucanus
- Stentor baicalius (이명. Stentor pygmaeus)
- Stentor barretti
- Stentor caudatus
- Stentor coeruleus
- Stentor cornutus
- Stentor elegans
- Stentor fuliginosus
- Stentor igneus
- Stentor introversus
- Stentor katashimai
- Stentor loricatus
- Stentor magnus
- Stentor muelleri (이명. Stentor felici)
- Stentor multiformis (이명. Stentor gallinulus, =S. nanus)
- Stentor multimicronucleatus
- Stentor niger
- Stentor polymorphus (이명. Stentor pediculatus)
- Stentor pyriformis
- Stentor roeseli

## 영상
|  |  |  |